# Barbara Rieger
Barbara Rieger (* 1982 in Graz) ist eine österreichische Schriftstellerin.

## Leben
Barbara Rieger lebt als Autorin und Schreibpädagogin in Oberösterreich und Wien. 
Sie absolvierte den Lehrgang „Wiener Schreibpädagogik“ am Berufsverband Österreichischer Schreibpädagog:innen. Von 2016 bis 2020 hatte sie die Leitung des Lehrgangs inne. 2016 besuchte sie die Leondiger Akademie für Literatur.
Seit 2013 gibt sie gemeinsam mit dem Fotokünstler Alain Barbero den multilingualen Literatur- und Fotoblog cafe.entropy.at heraus.
Ihr Romandebüt "Bis ans Ende, Marie" erschien 2018 bei Kremayr & Scheriau.
In ihrem zweiten Roman „Friss oder stirb“ (Kremayr & Scheriau 2020) setzt sie sich mit Bulimie auseinander.
Für ihren dritten Roman „Eskalationsstufen“ (Kremayr & Scheriau 2024) erhielt sie den Marianne-von-Willemer-Frauen-Literatur-Preis der Stadt Linz.

## Auszeichnungen
- 2019: Menantes-Literaturpreis für erotische Dichtung (Publikumspreis)
- 2023: Marianne-von-Willemer-Preis

## Werke

### Romane
- Bis ans Ende, Marie. Kremayr & Scheriau, Wien 2018
- Friss oder stirb. Kremayr & Scheriau, Wien 2020
- Eskalationsstufen. Kremayr & Scheriau, Wien 2024

### Herausgeberschaft
- Melange der Poesie, Kremayr & Scheriau, Wien 2017
- Kinder der Poesie, Kremayr & Scheriau, Wien 2019
- Reigen Reloaded. Kremayr & Scheriau, Wien 2021
- Mutter werden. Mutter sein. Autorinnen über die ärgste Sache der Welt. Leykam, 2021